# داگ راینهارت
داگلاس فرانسیس راینهارت (به انگلیسی: Douglas Francis Reinhardt) (متولد ۲۲ اکتبر ۱۹۸۵) بازیکن بیسبال و ستاره تلویزیونی آمریکایی است.
او بیشتر به خاطر بازی در نمایش تلویزیونی تپه‌ها و همین طور بازی در تیم‌های بیسبال لس آنجلس انجلز آناهیم و بالتیمور اوریولز شناخته می‌شود.